# ワイルドラッシュ
ワイルドラッシュ (Wild Rush) は、アメリカ合衆国で生産、調教された競走馬および種牡馬。アメリカでG1競走を2勝し、日本へ種牡馬として輸出された。

## 競走馬時代
1996年12月の未勝利戦でデビューし優勝。翌1997年5月のイリノイダービー (G2) をレコードタイムで制し、重賞初勝利。ほかには準重賞のレミントンパークダービーに勝っている。
1998年に入ると本格化し、緒戦で4着に敗れたあとカーターハンデキャップ、メトロポリタンハンデキャップとG1を連勝した。同年11月のクラークハンデキャップ (G2) 3着を最後に現役を引退。

## 種牡馬時代
1999年からアメリカケンタッキー州のアデナスプリングスで種牡馬となる。2004年からは総額3億2900万円のシンジケートが組まれ、日本のアロースタッドで供用されている。外国産馬パーソナルラッシュが2004年のダービーグランプリに優勝し日本国内のGI初優勝。また、アメリカに残した産駒が日本への輸出後に次々と活躍し、購買時の倍以上となる800万ドル（約8億4000万円）で買い戻しのオファーが届いたこともある。2011年のドバイワールドカップでは、トランセンドがヴィクトワールピサの2着と好走した。産駒の活躍はダートコースに偏っており、2010年中央競馬のダート限定のランキングで3位に入ったのに対し、芝では50位以内にも入ったことがない。
2018年7月27日、蹄葉炎の悪化により死亡した。

### 主な産駒
日本登録馬以外はGI競走優勝馬のみ記載。

#### GI競走優勝馬
太字はGI（またはJpnI）競走。競走名の前の国旗は開催国 (日本以外の場合に明記)
- 2001年産
  - パーソナルラッシュ（ダービーグランプリ、ダイオライト記念、エルムステークス 2回）[4]
  - Stellar Jayne （ マザーグースステークス、 ガゼルハンデキャップ、 ラフィアンハンデキャップ）[5]
  - Hollywood Story （ ヴァニティハンデキャップ、 ハリウッドスターレットステークス）[6]
- 2004年産
  - Dream Rush （ プライオレスステークス、 テストステークス）[7]
- 2006年産トランセンド

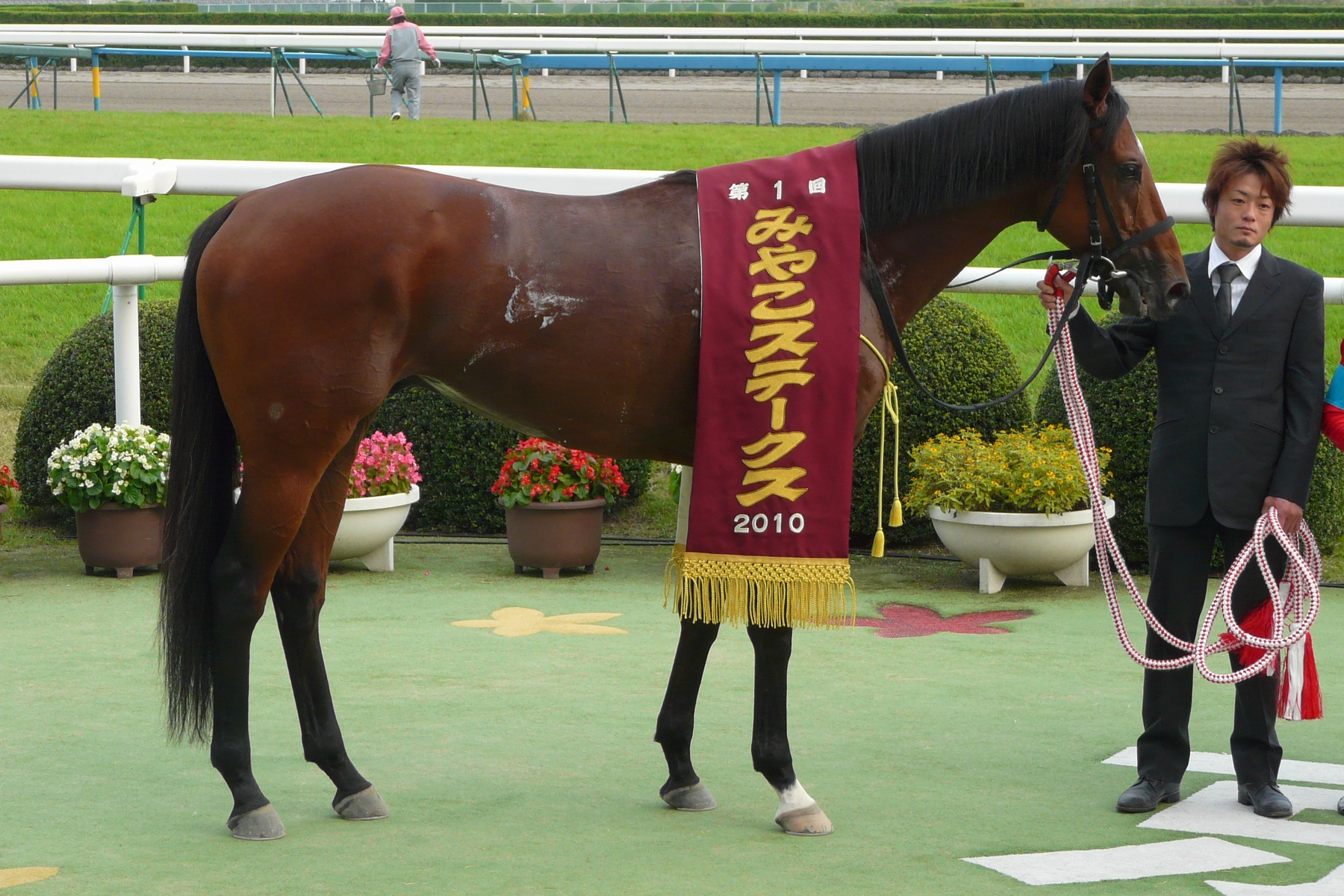
トランセンド

  - トランセンド（ジャパンカップダート 2回、フェブラリーステークス、マイルチャンピオンシップ南部杯、みやこステークス、レパードステークス）[8]

#### グレード制重賞優勝馬
- 2005年産
  - クリールパッション（エルムステークス）[9]
- 2006年産
  - アンペア（エーデルワイス賞、他地方重賞1勝）[10]
  - ナイキマドリード（さきたま杯、他地方重賞8勝）[11]
  - ティアップワイルド（兵庫ゴールドトロフィー、かきつばた記念）[12]
- 2008年産
  - ブラウンワイルド（小倉2歳ステークス）[13]
  - クラーベセクレタ（クイーン賞、他地方重賞10勝）[14]

#### 地方重賞優勝馬
- 2005年産
  - ヒシウォーシイ（スプリング争覇、西日本グランプリ 2回、オグリキャップ記念 2回、東海菊花賞 2回、東海ダービー、オータムカップ (笠松競馬)、東海ゴールドカップ、梅見月杯、マーチカップ、ウインター争覇）[15]
  - シャイニングアワー（道営スプリント）[16]
  - バンブーアズーリ（尾張名古屋杯）[17]
- 2006年産
  - サウロビスティー（建依別賞）[18]
- 2007年産
  - エーシンサンダー（東海ゴールドカップ）[19]
- 2009年産
  - コスモワイルド（オパールカップ）[20]
  - ミキノウインク（ひまわり賞、フェアリーカップ、ヴィーナススプリント）[21]
  - ジャルディーノ（金盃）[22]
  - サクラインザスカイ（トレノ賞）[23]
- 2010年産
  - トラバージョ（黒潮盃、戸塚記念）[24]
- 2011年産
  - ワイルドコットン（黒潮マイルチャンピオンシップ）[25]
- 2012年産
  - ティーズアライズ（栄冠賞、東京プリンセス賞）[26]
  - タガノトリオンフ（兵庫クイーンカップ 2回）[27]
- 2013年産
  - エイシンニシパ（MRO金賞、岐阜金賞、新春賞4回、名港盃、姫山菊花賞2回、はがくれ大賞典4回、兵庫大賞典）[28]

### 母父としての主な産駒

#### グレード制重賞優勝馬
- 2014年産
  - ディオスコリダー（カペラステークス）- 父カネヒキリ[29]
- 2015年産
  - ヒラボクラターシュ（佐賀記念）- 父キンシャサノキセキ[30]
  - サンレイポケット（新潟大賞典）- 父ジャングルポケット[31]
- 2016年産
  - マーニ（京都ハイジャンプ）- 父アドマイヤムーン[32]
- 2019年産
  - ペイシャエス（ユニコーンステークス、名古屋グランプリ、エルムステークス）- 父エスポワールシチー[33]

#### 地方重賞優勝馬
- 2014年産
  - キモンクラブ（土佐春花賞）- 父コパノフウジン[34]
- 2014年産
  - スカイサーベル（平和賞）- 父ディープスカイ[35]
  - マジックカーペット（園田ジュニアカップ、菊水賞）- 父ファスリエフ[36]
  - スーパーステション（王冠賞、ダービーグランプリ、コスモバルク記念2回、赤レンガ記念2回、星雲賞2回、旭岳賞2回、瑞穂賞2回、道営記念）- 父カネヒキリ[37]
  - ストーミーワンダー（白銀争覇、飛山濃水杯、金沢スプリントカップ、くろゆり賞、姫山菊花賞）- 父ストーミングホーム[38]
- 2015年産
  - サムライドライブ（ゴールドウィング賞、湾岸ニュースターカップ、新春ペガサスカップ、梅桜賞、スプリングカップ、中京ペガスターカップ、駿蹄賞、秋の鞍、マイル争覇）- 父シニスターミニスター[39]
- 2017年産
  - ペイシャワイルド（土佐秋月賞）- 父フリオーソ[40]
- 2018年産
  - バリチューロ（ゴールド争覇）- 父シニスターミニスター[41]
- 2019年産
  - モリデンブラック（ジュニアグランプリ）- 父トゥザワールド[42]
- 2020年産
  - コルドゥアン（栄冠賞）- 父プレティオラス[43]
- 2021年産
  - コウユーカメサンヨ（たんぽぽ賞）- 父スクワートルスクワート

## 血統表
| ワイルドラッシュの血統（[[]] / ） | ワイルドラッシュの血統（[[]] / ）                        | ワイルドラッシュの血統（[[]] / ）                        | （血統表の出典）                                         | （血統表の出典） |
| 父系                              | ニアークティック系                                       | ニアークティック系                                       | ニアークティック系                                       | [ § 2 ]          |
| 父 Wild Again 1980 黒鹿毛         | 父の父Icecapade 1969 芦毛                                | Nearctic                                                 | Nearco                                                   | Nearco           |
| 父 Wild Again 1980 黒鹿毛         | 父の父Icecapade 1969 芦毛                                | Nearctic                                                 | Lady Angela                                              |                  |
| 父 Wild Again 1980 黒鹿毛         | 父の父Icecapade 1969 芦毛                                | Shenanigans                                              | Native Dancer                                            | Native Dancer    |
| 父 Wild Again 1980 黒鹿毛         | 父の父Icecapade 1969 芦毛                                | Shenanigans                                              | Bold Irish                                               |                  |
| 父 Wild Again 1980 黒鹿毛         | 父の母Bushel-n-Peck 1958 黒鹿毛                          | Khaled                                                   | Hyperion                                                 | Hyperion         |
| 父 Wild Again 1980 黒鹿毛         | 父の母Bushel-n-Peck 1958 黒鹿毛                          | Khaled                                                   | Eclair                                                   |                  |
| 父 Wild Again 1980 黒鹿毛         | 父の母Bushel-n-Peck 1958 黒鹿毛                          | Dama                                                     | Dante                                                    | Dante            |
| 父 Wild Again 1980 黒鹿毛         | 父の母Bushel-n-Peck 1958 黒鹿毛                          | Dama                                                     | Clovelly                                                 |                  |
| 母 Rose Park 1986 鹿毛            | 母の父Plugged Nickle 1977 鹿毛                           | Key to the Mint                                          | Graustark                                                | Graustark        |
| 母 Rose Park 1986 鹿毛            | 母の父Plugged Nickle 1977 鹿毛                           | Key to the Mint                                          | Key Bridge                                               |                  |
| 母 Rose Park 1986 鹿毛            | 母の父Plugged Nickle 1977 鹿毛                           | Toll Booth                                               | Buckpasser                                               | Buckpasser       |
| 母 Rose Park 1986 鹿毛            | 母の父Plugged Nickle 1977 鹿毛                           | Toll Booth                                               | Missy Baba                                               |                  |
| 母 Rose Park 1986 鹿毛            | 母の母Hardship 1977 芦毛                                 | Drone                                                    | Sir Gaylord                                              | Sir Gaylord      |
| 母 Rose Park 1986 鹿毛            | 母の母Hardship 1977 芦毛                                 | Drone                                                    | Cap and Bells                                            |                  |
| 母 Rose Park 1986 鹿毛            | 母の母Hardship 1977 芦毛                                 | Hard and Fast                                            | Etonian                                                  | Etonian          |
| 母 Rose Park 1986 鹿毛            | 母の母Hardship 1977 芦毛                                 | Hard and Fast                                            | We Try Harder F-No.1-w                                   |                  |
| 母系(F-No.)                       | 1号族(FN:1-w)                                            | 1号族(FN:1-w)                                            | 1号族(FN:1-w)                                            | [ § 3 ]          |
| 5代内の近親交配                   | Nearco 4×5=9.38%、Hyperion 5×4=9.38%、Tom Fool 5×5=6.25% | Nearco 4×5=9.38%、Hyperion 5×4=9.38%、Tom Fool 5×5=6.25% | Nearco 4×5=9.38%、Hyperion 5×4=9.38%、Tom Fool 5×5=6.25% | [ § 4 ]          |
| 出典                              | 1. 2. 3. 4.                                              | 1. 2. 3. 4.                                              | 1. 2. 3. 4.                                              | 1. 2. 3. 4.      |